# Nina Grigorjewna Otkalenko
Nina Grigorjewna Otkalenko (russisch Нина Григорьевна Откаленко; * 23. Mai 1928 in Koschlja, Oblast Kursk als Nina Pletnjowa, russisch Нина Плетнёва; † 13. Mai 2015 in Moskau) war eine sowjetische Leichtathletin, die 1954 Europameisterin wurde. Bei einer Körpergröße von 1,62 m betrug ihr Wettkampfgewicht 50 kg.

## Meisterschaftserfolge
Unter ihrem Geburtsnamen wurde sie 1951 sowjetische Meisterin im 800-Meter-Lauf. 1952 wurde sie Dritte im 400-Meter-Lauf und verteidigte ihren Titel über 800 Meter. Im 1500-Meter-Lauf wurde sie 1952 ebenfalls sowjetische Meisterin. Über diese Strecke blieb sie 15 Jahre amtierende sowjetische Meisterin, da erst 1967 die nächste Meisterschaft über diese Strecke ausgetragen wurde.
Nach ihrer Heirat gewann Otkalenko auch 1953 und 1954 den sowjetischen Titel über 800 Meter, 1956 gewann sie den Titel über 400 Meter. Ihren wichtigsten internationalen Titel gewann sie bei den Europameisterschaften 1954 in Bern. In 2:08,8 min wurde sie die erste Europameisterin im 800-Meter-Lauf vor der Britin Dianne Leather und ihrer Landsfrau Ljudmila Lysenko.
Ein Start bei Olympischen Spielen blieb ihr verwehrt, denn als 1960 der 800-Meter-Lauf nach 32 Jahren wieder olympisch wurde, konnte Otkalenko wegen einer Verletzung nicht teilnehmen. Kurz darauf beendete sie ihre Karriere als Athletin. Später war sie als Trainerin und Lehrerin an der Sportschule ihres Vereins ZSKA Moskau tätig, dem sie seit 1952 angehörte.

## Weltrekorde
Der erste offizielle Weltrekord im 400-Meter-Lauf wurde 1957 mit 55,2 s aufgestellt. Otkalenko lief am 25. Juli 1954 mit 55,5 s in Kiew einen inoffiziellen Weltrekord.
Auf der 800-Meter-Strecke führte die IAAF bereits seit 1922 offizielle Weltrekorde. Als sie unter ihrem Geburtsnamen Nina Pletnjowa am 26. August 1951 in Minsk ihren ersten sowjetischen Meistertitel gewann, stellte sie in 2:12,0 min auch ihren ersten Weltrekord auf. Am 15. Juni 1952 lief sie in Kiew in 2:08,5 min als erste Frau unter 2:10 Minuten. Auch nach ihrer Heirat prägte Otkalenko die Entwicklung des Weltrekordes im 800-Meter-Lauf. Ihr gelangen noch vier offizielle Weltrekorde, zwei weitere Verbesserungen wurden nicht anerkannt. Ihren letzten 800-Meter-Weltrekord lief sie am 14. September 1955 in Zagreb mit 2:05,0 min. Am 10. Juni 1956 verbesserte sie in Moskau den Rekord im 880-Yards-Lauf auf 2:06,6 min.
Der erste offizielle Weltrekord im 1500-Meter-Lauf wurde 1967 aufgestellt. Am 30. August 1952 lief Nina Pletnjowa in Leningrad mit 4:37,0 min einen inoffiziellen Weltrekord.
Weitere Weltrekorde stellte Otkalenko mit der 4-mal-800-Meter-Staffel auf. Neben drei inoffiziellen Weltrekorden war sie auch an zwei offiziellen Weltrekorden beteiligt. Am 19. September 1953 war sie in Budapest Schlussläuferin beim Weltrekord von 6:33,2 min. Am 11. September 1955 in Moskau liefen Otkalenko, Lysenko und Aida Lapschina 6:27,6 min.